# Efeito curb cut

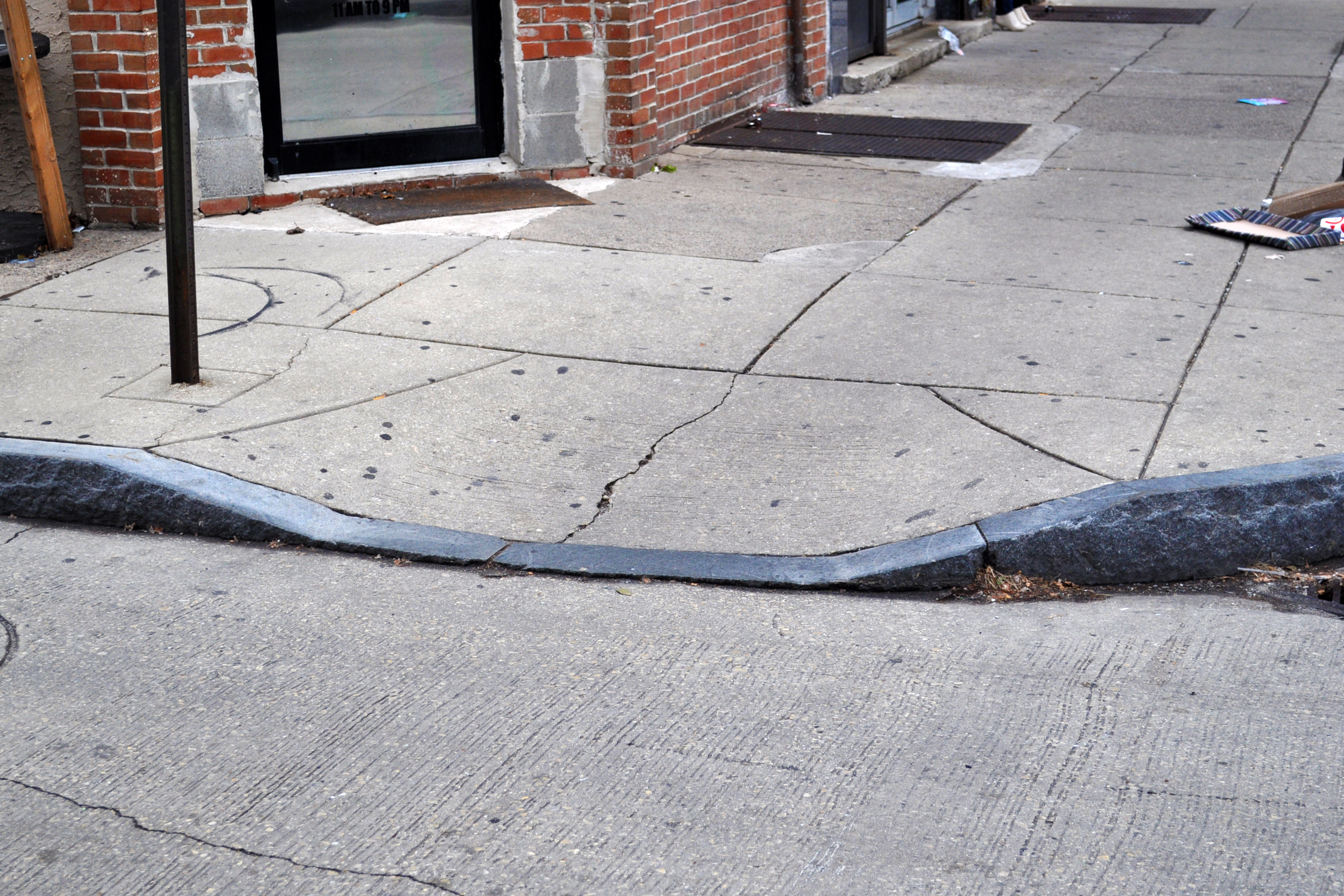
Um corte de meio-fio

O efeito curb cut, efeito do corte de meio-fio ou efeito do rebaixo de calçada é o fenômeno que se dá pelo uso de recursos adequados para pessoas com deficiência por um grupo maior de pessoas. Por exemplo, muitos ouvintes usam legendas ocultas mesmo estas tendo sido pensadas para serem utilizadas por pessoas surdas.
O fenômeno recebe este nome por conta dos cortes de meio-fio que foram inicialmente concebidos para o acesso de cadeiras de rodas em lugares privados, mas que agora são elementos urbanos utilizados amplamente em todo o mundo e já não são reconhecidos apenas como uma característica de acessibilidade para pessoas com deficiência.

## Exemplos
Abaixo estão alguns exemplos do efeito de corte do meio fio. 
- Legendas ocultas (closed captions) usadas por pessoas sem perda auditiva. [2]
- Recursos de acessibilidade de jogos usados por jogadores não-PCD.
- Aplicativos de conversão de texto em fala usados por pessoas sem perda de visão ou mutismo, seja como alternativa à narração humana ou para fins artísticos (veja Vocaloid ).
- Sinais sonoros de travessia de pedestres

1. ↑  «The Curb-Cut Effect - NCI». dceg.cancer.gov (em inglês). December 15, 2021. Consultado em 22 de maio de 2024 Verifique data em: |data= (ajuda)
2. ↑  «Fueling the Creation of New Electronic Curbcuts». The Center for an Accessible Society. 1999. Consultado em 17 de junho de 2022. Arquivado do original em 20 de dezembro de 2018